# Abaza Hasan
Abaza Hasan Paşa fou un militar otomà d'origen abkhaz. Va capturar al rebel Haydar Oghlu i en recompensa va rebre el comandament dels turcmans d'Àsia Menor, i en ser destituït sense motiu es va revoltar; l'antic bandit Katirdji Oghlu, enviat a combatre'l, fou rebutjat; finalment es va sotmetre a canvi del títol de voivoda dels turcmans, però més tard fou empresonat i no fou alliberat fins que un amic seu, Behayi, fou nomenat Shaykh al-Islam el 1652. Aquest li va donar el govern del sandjak d'Okhri (Ocrida).
En ser nomenat l'abkhaz İpşiri Mustafa Paşa com a gran visir, Abaza el va servir; després de la seva execució li va restar fidel i va anar amb les seves tropes cap a l'Àsia Menor, i va aconseguir que li fos retornat el títol de voivoda dels turcmans (1655).
Es va instal·lar a Alep i va fer saquejos per tot Síria, i el divan el va voler proscriure però el gran visir Sarı Süleyman Paşa finalment el va confirmar en el càrrec de voivoda i li va confiar la defensa del Dardanels. El 1656 fou enviat al Diyar Bakr com a governador; allí es va revoltar el 1658 amb el pretext d'exigir la destitució del gran visir Köprülü Mehmed Paşa i va amenaçar Brusa; va derrotar l'exèrcit rival dirigit per Murtada Pasha a Ilghin (11 de desembre de 1658). Es va dirigir a Ain Tab però fou convidat a Alep per negociar un arranjament i fou traïdorament assassinat (1659).